# Premios Soberano
Los Premios Soberano (anteriormente conocidos como Premios Casandra) son otorgados anualmente por la Asociación de Cronistas de Arte de la República Dominicana. Es considerado por la clase artística y la prensa como el evento artístico mayor transcendencia, importancia y audiencia de la República Dominicana. Originalmente eran llamados Premios Casandra desde 1985 hasta el 2012, donde por conflictos con la familia Damirón, ACROARTE decidió cambiar el nombre a «Premios Soberano». 
La estatuilla se entrega, según consta en los reglamentos de los galardones que otorga la Asociación de Cronistas de Arte, por la labor realizada por el artista durante un año, en el período correspondiente del primero de enero al 31 de diciembre del año a premiar, y tiene carácter competitivo.
Dentro de la ceremonia, hay varios premios no competitivos. El Premio al Mérito en reconocimiento a la trayectoria, Soberano a las Artes Escénicas (entregado a partir del 2018) para reconocer los aportes al teatro, Soberano Internacional, entregado a artistas extranjeros que se hayan destacado en la República Dominicana y el Gran Soberano, entregado anualmente, que es la más alta distinción que puede recibir un artista dominicano en el país. Además, en el 2012 se introdujo el Soberano del Público, otorgado al artista con más votos a través de la página web entre los nominados. Ocasionalmente, ACROARTE entrega un Soberano Especial para reconocer para dar reconocimiento a un logro especialmente destacado ya sea en ese año o durante de la trayectoria del galardonado. 
Juan Luis Guerra, ha sido el artista más nominado en los premios y ganador de varias estatuillas, ha recibido en 3 ocasiones El Gran Soberano, máximo Galardón obsequiado al artista más destacado. Los premios han sido patrocinados por la Cervecería Nacional Dominicana desde su fundación hasta 2023.
En el 2020, los premios fueron cancelados por primera vez en sus 36 años de historia por decisión de la Asociación de Cronistas de Arte (ACROARTE) y Cervecería Nacional Dominicana, para dirigir todos los esfuerzos al combate del COVID-19. En el 2022, la ceremonia tampoco fue realizada por diferencias entre su principal patrocinador la Cervecería Nacional Dominicana y La Directiva de Acroarte. Después de llegar a un acuerdo, la ceremonia volvió a realizarse en el 2023 en la sala principal del Teatro Nacional por primera vez en 4 años. En dicha edición, igual que en el 2021, se premiaron los dos años anteriores, es decir, se evaluaron los trabajos realizados en el 2021 y 2022.En el 2024, los premios comenzaron a transmitirse por Univisión en Estados Unidos para la diáspora dominicana, marcando un hito en los 39 años de premiación.El 19 de febrero del 2024 se nombró Premios Soberano Boulevard a la calle entre 175 y Broadway, en Washington Heights de la Ciudad de Nueva York en honor a los premios.

## Historia

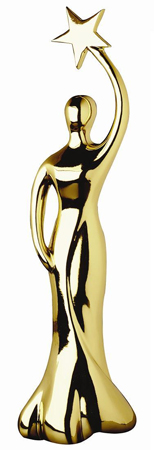
Antigua estatuilla de los premios.

### Fundación de ACROARTE y primeras ceremonias (1984-1991)
El 28 de febrero de 1984, los periodistas dominicanos Carlos T. Martínez, Francisco Álvarez Castellanos, Carlos Cepeda Suriel, cofundadores de la Asociación de Cronistas de Arte (ACROARTE), junto a otros miembros, idearon una premiación al arte dominicano el cual nombraron como Premios Casandra, cuyo nombre fue puesto en honor a la folklorista, Casandra Damirón fallecida el 5 de diciembre de 1983. El premio fue rechazado por otros periodistas quienes en ese momento tenían otra premiación llamada El Dorado.
La primera entrega se realizó el 15 de abril de 1985  de los premios se hizo en el Cine Teatro Olimpia en Santo Domingo. En la primera entrega solo se premiaron 12 categorías y premio más importante se llamó El Soberano. En el año 1986 la Asociación de Cronistas de Arte, recibió el apoyo de  Barceló & Co. Y luego en 1987 los premios serían patrocinados por la 'Cervecería Nacional Dominicana (CDN)' en la tercera ceremonia de premiación que se hizo en el Palacio de Bellas Artes al igual que la otra edición patrocinada por Barcelo, en la edición patrocinada por la Cerveceria Nacional Dominicana, el número de estatuillas subieron a 36 artistas resultaron ganadores. A partir del 1991, Acroarte introdujo la categoría Mejor Grupo de Rock del Año.
Entre 1986 a 1988 la ceremonia se realiza en la sala principal del Palacio de Bellas Artes y luego fue movida al Renaissance Auditorio de Festival del Hotel Jaragua entre los años 1989 al 1991. A partir del 1992, la ceremonia se realizó anualmente en la sala principal del Teatro Nacional.

### Llegada al Teatro Nacional y Consolidación (1992-2011)
En 1992, se realizó un cambio a la estatuilla, al modelo más conocido con la silueta en honor a Casandra Damiron. En esa edición, Ramón Orlando ganó la mayor cantidad de premios que ha recibido un artista en una noche con siete. Además, en ese año por primera vez se premiaron a dos artistas en el Soberano, Juan Luis Guerra y Ramón Orlando, por sus aportes correspondientes en la industria musical. Dicho escenario se repitió en 1996, donde fueron premiados Ángel Muñiz (director) y Luisito Marti (actor) por el éxito internacional de la película Nueba Yol (1995). En esa misma edición, Celia Cruz y Tito Fuentes fue premiada con el Casandra Internacional. En el 1994, Guillermo Cordero recibió el Gran Soberano, siendo el primer productor y actor de tablas en recibir el reconocimiento. 
A partir del 1995 se comenzó a reconocer con una estatuilla a los artistas extranjeros destacados en el país. En ese mismo año se introdujeron las categorías musicales para premiar la bachata, significado esto una aceptación de la clase artística del género musical. En el 1997 debido al furor de Merenhouse la categoría Mejor Grupo de Rock fue fusionada a Mejor Grupo de Rock/ Merenhouse donde resultó ganador la banda Ilegales. Durante tres años consecutivos, el máximo galardón (El Gran Soberano) fue entregado a mujeres, Milly Quezada (1998), Nuria Piera (1999) y Sonia Silvestre (2000). En la edición del año 2000 en comemeracion al nuevo milenio, se premio la mayor cantidad de artistas con el casandra internacional. Los galardonados fueron: Grupo Niche, Charlie Zaa, Carlos Ponce, Víctor Manuelle, Servando & Florentino, Bebu Silvetti, Alejandra Guzmán y Yolandita Monge. 
En el 2001 el merenguero Jhonny Ventura, resultó ser el ganador del Gran Soberano mientras que en el 2002 el galardonado fue Wilfrido Vargas y le fue entregado por el presidente de ese entonces Hipólito Mejia. Desde el inicio de los premios hasta mediados de los 2000s el premio estuvo producido entre Jean Luis Jorge, Guillermo Cordero, Chiqui Haddad, Fidel López y Audita Celman. En el 2003, Fernando Villalona se alzó con el Gran Soberano y en el 2004 resultó ganador Joseito Mateo, siendo esta la 4.ª vez consecutiva que un artista de merengue se alzaba con el premio más importante. En ese mismo año, Milagros German fue elegida para ser presentadora anfitriona de los premios siendo la primera vez que una presentadora femenina de televisión es elegida para la condición del premio. En el 2005, la actriz Zoe Saldaña fue elegida anfitriona de la ceremonia. La ceremonia del 2006, producida por Guillermo Cordero, tuvo como temática "La Fabrica de Sueños", el cantautor Rafael Solano resultó ganador del gran soberano y Juan Luis Guerra participó en el cierre de la ceremonia. A partir de esta ceremonia, todas las ceremonias tendrían un lema o temática a desarrollar. Asimismo, en el 2007 fue "Un Casandra para el Mundo" y en el 2008 "Al Ritmo del Caribe". En el 2008, Juan Luis Guerra ganó seis categorías y el Gran Soberano, siendo esta la tercera vez en ganar la distinción, mientras que artistas como Juanes y Luis Fonsi participaron en un tributo a su nombre. La ceremonia fue producida por primera vez por Edilenia Tactuk y recibió buenas críticas de parte de la prensa. Entre el 2006 al 2008, la alfombra roja también tiene una  donde anualmente desfilan figuras nacionales como internacionales en la llamada "Alfombra Dorada".
A partir de los 2009, se comenzó a premiar la música urbana introducción la categoría "Merenguero de Calle" y la pre-ceremonia volvió llamarse alfombra roja. En conmemoración a la vigésimo quinta edición de los premios, la estatuillas fueron cambiadas del color dorado característico al color plateado. El soberano, el único de oro blanco en la historia del premio, fue otorgado a Johnny Pacheco. Entre los artistas internacionales premiados estuvieron: David Bisbal, Daddy Yankee, Paloma San Basilio y Cristian Castro. La ceremonia del 2010 fueron conducidos por Raymond y Miguel y producidos por Edilenia Tactuk recibiendo buenas críticas. A partir del 2011, se introduce la categoría "Mejor Agrupación Y/o Artista Urbano" y en el 2012 "El Soberano del Publico" donde el ganador es elegido entre todos los nominados a través de una votación en la página web del premio. 

### Cambio de Nombre a Premios Soberano y Éxito (2012-2019)
Debido a desacuerdos con la familia Damirón por el criterio de elección de nominados y ganadores, la Asociación de Cronistas de Arte (ACROARTE), decidió cambiar el nombre de  "Premios Casandra"  a "Premios Soberano", el 7 de agosto de 2012. Ese mismo año se decide eliminar la Gala de Nominaciones "El Casandrita" debido a restructuraciones. Del 2011 al 2015 el premio fue producido por Rene Brea. Durante esos años los premios tuvieron buenos niveles de audiencia. La ceremonia del 2012 fue la de mayor rating en toda la historia del premio con 19.53% y la del 2015 la de mayor alcance con alrededor de 1.4 millones de dominicanos. En el 2014, se introdujo el "Soberano Solidario" para premiar a artistas nacionales e internacionales que hayan hecho contribuciones loables a la sociedad dominicana. El primer recipiente de este premio fue Juan Luis Guerra.
Por lo regular, los premios son celebrados en marzo y tienen una duración de tres horas. Sin embargo, La ceremonia fue aplazada debido a reparaciones en la Sala principal del Teatro Nacional. Se realizó el primero de junio de ese año bajo la condición de Irving Alberti y Cheddy García y bajo la producción Edilenia Tactuk. En dicha ceremonina Fefita La Grande resultó ganadora con el gran soberano siendo la primera artista de merengue típico en ganar la distinción. En esta ocasión, la ceremonia tuvo una duración de cuatro horas. El cambio de fecha causó una disminución importante en los ratings de ese año.
En el 2018, ACROARTE crea el premio "Soberano A Las Artes Escénicas" siendo Cecilia García la primera galardonada por sus contribuciones al teatro dominicano. La edición del 2019 fue la más larga de toda la historia con una hora de pre-show, dos horas de alfombra roja y tres horas y 57 de ceremonia. La transmisión comenzó a las 6 de la tarde y terminó casi a las 1 de la madrugada.

### Premios Soberano 2020
Por primera vez, se canceló, una edición de los premios, correspondiente al año 2020, después de 36 años de ser fundada la Asociación de Cronistas de Arte (ACROARTE). En un comunicado la Cervecería Nacional Dominicana y la Asociación de Cronistas de Arte (ACROARTE), anunciaron la cancelación definitiva de la edición del año 2020 por la pandemia del COVID-19 y anunció, qué iban a destinar los recursos, qué se iban a utilizar en realizar esa edición, para combatir la pandemia del COVID-19 en República Dominicana. Sin embargo, anterior a ese acontecimiento, los premios de ese año estaba en incertudumbre, debido a un procedimiento legal entre los candidatos a presidente de la Asocacion de Cronistas de Arte (ACROARTE), qué a su vez, son los organizadores del evento. La entidad, se ha visto envuelta en una litis judicial, luego de que en julio de 2019 la Junta de Elecciones de Acroarte (ACROARTE), declarará ganador al candidato de la plancha amarilla, Alexis Beltré, 101 a 100 de los votos entre Beltré y Fausto Polanco, de la plancha azul.

### Diferencias con La Cervecería Nacional Dominicana y Transmisión por Univisión (2021-presente)
En marzo de 2021, se anunció que el premio se realizaría con la dirección artística de Rene Brea y Caribbean Cinemas como la empresa productora del espectáculo entre julio y agosto ese año.Finalmente, la ceremonia se realizó el 15 de junio de 2021, con una audiencia reducida y con fuertes restricciones supervisadas por Salud Pública en el Teatro La Fiesta del Renaissance Jaragua Hotel & Casino siendo esta la primera vez desde el 1991 que no se realiza en la sala principal del Teatro Nacional. En esta entrega se nominaron y premiaron los trabajos realizados en dos años (2019 y 2020) y  se introdujo la nueva categoría "Youtuber Del Año" siendo Santiago Matias el primer ganador de los dos años evaluados. Debido a las retricciones impuestas por Salud Pública por el Covid-19, esta edición recibió críticas por la duración del premio, poca iluminacion de la alfombra y las dificultades producción.Además, esta edición, transmitida por Color Visión, tuvo la audiencia más baja en los últimos 20 años con 10.45% de rating. Sin embargo, la alfombra roja tuvo una aundiencia ligeramente baja en comparaciones a ediciones pasadas con 5.85% de rating.
En junio de 2022, no se había definido una fecha para la edición de ese año por diferencias en la Asociación de Cronistas de Arte y La Cerveceria Nacional Dominicana a pesar del que el premio se realiza normalmente entre marzo y abril. Por un lado, La Cerveceria optaba por ampliar esos criterios y facilitar la inclusión y la transparencia de los mecanismos mientras que los cronistas respondió defendiendo el derecho de los cronistas a ser quienes elijan quienes ganan el preciado trofeo platinado.El 22 de septiembre de 2022, fue suspendida la edición de ese año debido a que no se pudo llegar un acuerdo con el principal patrocinador, siendo esta la segunda vez entres años que los premios fueron cancelados.
En noviembre de 2022, se anunció que se llegó un nuevo acuerdo con La Cervecería Nacional Dominicana para realizar los premios. Entre las novedades, se anunció que se tomaran en cuenta los números de las plataformas de streaming como Youtube y Spotify para tomar en cuenta a los nominados y los ganadores. Además, se acordó que público podrá votar por sus favoritos, de las categorías populares, y para esto se estará implementando una plataforma digital, así como conocer los detalles de las diferentes etapas de selección de nominados y ganadores y los jurados que estarán participando en las votaciones. Además, Los organizadores anunciaron la apertura masiva del proceso de nominación, lo que permite que todos los artistas puedan estar al tanto de los tiempos y pasos para someter sus perfiles con la finalidad de ser evaluados, lo que garantiza más apertura a los nuevos talentos. Además, en el nuevo proceso de selección también se agrega la participación de expertos con trayectoria destacada que ofrecen su respaldo durante el proceso de evaluación de nominados.
El 22 de marzo del 2023, fue realizada edición número 38 de los Premios Soberano, regresando a la Sala Principal del Teatro Nacional, evaluando y premiando los trabajos del 2021 y 2022. Transmitido por Telecentro, La ceremonia tuvo una duración de 3 horas y 28 minutos, siendo una de la más largas de su historia junto a la del 2019 y 2016.En esta edición se introdujo nueva categorías relacionadas al mundo del streaming como Mejor Programa Digital de Año y Podcast del año. De la misma manera, se agregó la categoría "Stand Up" del año, para premiar a los humoristas que se desarrollan en esta área y "Programa Radial De Variedades". El premio recibió críticas mixtas, mientras se destacaron algunos aciertos de la producción como la escenografía y algunos musicales, por otro lado se criticó la duración de la Alfombra Roja y la participación y desaciertos en el guion de Julio Sabala que funjo como animador de la ceremonia. 
El 25 de mayo de 2023, La Cervecería Nacional Dominicana anunció que dejara de ser el principal patrocinador del premio.En septiembre de ese mismo año se confirmó la fecha de la próxima edición y en noviembre se anunció que Cesar Suarez Jr. será la productora principal del premio y Guillermo Cordero el director artístico. El 18 de enero del 2024, se anunció que se llegó un acuerdo con Univisión para la transmisión en Estados Unidos. El 18 de febrero del 2024, Una calle del Little Dominican Republic en el Alto Manhattan, ubicada en la llamada Plaza las Américas, ubicada en las intersecciones de las calles 175th y Broadway, en el corazón del Washington Heights, fue rotulada con el nombre de Premios Soberanos Boulevard en honor a los premios. 
El 12 de marzo de 2024, la 39 edición de Premios Soberano fue transmitida por Color Visión para República Dominicana y Univision 41 para los Estados de Nueva York, Pensylvania y Nueva Jersey en Estados Unidos. De la misma manera, los premios fueron transmitidos de manera simultánea a través de Youtube y la plataforma streaming Vix.Por primera vez en su historia, la transmisión de la alfombra roja fue cortada de dos horas a una. Entre los cambios en la transmision de la ceremonia, estuvieron la eliminación de los premios diferidos y el adelando del inicio de la ceremonia a las 8 en vez de las nueve y la transmision en vivo de la alfombra de 7 a 8 de la noche. La edición 40 se introdujeron dos nuevas categorías: Artista Fusión Contemporáneo y  Artista y/o Agrupación residente en el extranjero. Otras innovaciones son la división por género de la categoría Presentador y Presentadora de Televisión y la reapertura de la categoría Cantante Lírico.

## Proceso de elección
Durante el año precedente a la entrega de los premios, la Asociación de Cronistas de Arte (Acroarte), realiza dos reuniones, una de medio término y otra en diciembre, donde se evalúan todos los logros artísticos alcanzados por cada artista ese año y con ayuda de una proporción de votos públicos recopilados, mediante la web y redes sociales. A partir de esa última reunión se escogen los prenominados.
En el mes de enero, se llevan a cabo tres asambleas de nominaciones, en donde se escogen a los nominados finales a los premios. 
Finalmente, los ganadores son escogidos mediante una Asamblea de Votaciones Secreta. El resultado de la misma, es dado a conocer en el ceremonial final.
En el 2018, se habilita la votación por parte del público en 5 nominaciones.
En el ano 2021, se habilito la votación por parte del público en todas las categorías y nominaciones.

### El Casandrita
Un mes antes de la premiación, se realizaba una Gala de Nominaciones denominada "El Casandrita". La ceremonia, tenía como objetivo entregarle a cada nominado una medalla, que le acreditaba como candidato para obtener el premio en la categoría correspondiente. En 2012, debido a reestructuraciones en la premiación, este sistema fue eliminado.

## Lugar y Anfritiones/as
La primera entrega de los premios, se llevó a cabo el 15 de abril de 1985 en el Cine Olimpia en la Ciudad Colonial, Santo Domingo (para ese entonces conocidos como Premios Casandra). Al año siguiente, la entrega se efectuó en el Palacio de Bellas Artes hasta 1988, para luego trasladarlos en 1989 al Renaissance Auditorio de Festival Teatro La Fiesta del Renaissance Jaragua Hotel & Casino, en donde se entregaron hasta 1991. Desde 1992, se entregan en la Sala Carlos Piantini del Teatro Nacional.

#### Lista de lugares y Presentadores de los Premios Soberano
| Edición | Lugar                                                                      | Presentadores/as |  |
| ------- | -------------------------------------------------------------------------- | --- |  |
| 1985    | Cine Olimpia                                                               | Freddy Beras-Goico / Cuquín Victoria / Fanny Santana                                                                |  |
| 1986    | Palacio de Bellas Artes                                                    | |  |
| 1987    | Palacio de Bellas Artes                                                    | Jatnna Tavárez y Jaime Thomás                                                                                       |  |
| 1988    | Palacio de Bellas Artes                                                    | Julie Carlo y Nóbel Alfonso                                                                                         |  |
| 1989    | Auditorio de Festival Teatro La Fiesta, Renaissance Jaragua Hotel & Casino | José Guillermo Sued y Zoila Luna                                                                                    |  |
| 1990    | Auditorio de Festival Teatro La Fiesta, Renaissance Jaragua Hotel & Casino | Daniel Díaz Alejo y Lissette Selman                                                                                 |  |
| 1991    | Auditorio de Festival Teatro La Fiesta, Renaissance Jaragua Hotel & Casino | Yaqui Núñez del Risco y Jatnna Tavárez                                                                              |  |
| 1992    | Sala Principal, Teatro Nacional                                            | Yaqui Núñez del Risco y Lissette Selman                                                                             |  |
| 1993    | Sala Principal, Teatro Nacional                                            | Carlos Alfredo Fatule y Cecilia García                                                                              |  |
| 1994    | Sala Principal, Teatro Nacional                                            | Freddy Beras-Goico / Yaqui Núñez del Risco / Charytin Goyco                                                         |  |
| 1995    | Sala Principal, Teatro Nacional                                            | Freddy Beras-Goico / Mariasela Álvarez / Yaqui Núñez del Risco                                                      |  |
| 1996    | Sala Principal, Teatro Nacional                                            | Zoila Luna / Jatnna Tavárez / Mariasela Álvarez / Ivonne Beras-Goico / Tania Báez / Milagros Germán / Lisbet Santos |  |
| 1997    | Sala Principal, Teatro Nacional                                            | Freddy Beras-Goico y Julio Sabala                                                                                   |  |
| 1998    | Sala Principal, Teatro Nacional                                            | Jatnna Tavárez y Jochy Santos                                                                                       |  |
| 1999    | Sala Principal, Teatro Nacional                                            | Jochy Santos y Jatnna Tavárez                                                                                       |  |
| 2000    | Sala Principal, Teatro Nacional                                            | Jochy Santos y Cecilia García                                                                                       |  |
| 2001    | Sala Principal, Teatro Nacional                                            | Tania Báez / Tita Hasbún / Ellis Pérez                                                                              |  |
| 2002    | Sala Principal, Teatro Nacional                                            | Roberto Salcedo / Luz García / Mariela Encarnación                                                                  |  |
| 2003    | Sala Principal, Teatro Nacional                                            | Luis Manuel Aguiló                                                                                                  |  |
| 2004    | Sala Principal, Teatro Nacional                                            | Milagros Germán |  |
| 2005    | Sala Principal, Teatro Nacional                                            | Freddy Ginebra / Zoé Saldaña / Sergio Carlo                                                                         |  |
| 2006    | Sala Principal, Teatro Nacional                                            | Luis Manuel Aguiló y Tania Báez                                                                                     |  |
| 2007    | Sala Principal, Teatro Nacional                                            | Jatnna Tavárez y Luisito Martí                                                                                      |  |
| 2008    | Sala Principal, Teatro Nacional                                            | Milly Quezada |  |
| 2009    | Sala Principal, Teatro Nacional                                            | Jochy Santos / Luis Manuel Aguiló / Tania Báez                                                                      |  |
| 2010    | Sala Principal, Teatro Nacional                                            | Raymond Pozo y Miguel Céspedes                                                                                      |  |
| 2011    | Sala Principal, Teatro Nacional                                            | Roberto Ángel Salcedo                                                                                               |  |
| 2012    | Sala Principal, Teatro Nacional                                            | Cuquín Victoria y Felipe Polanco (Boruga)                                                                           |  |
| 2013    | Sala Principal, Teatro Nacional                                            | Daniel Sarcos y Fausto Mata                                                                                         |  |
| 2014    | Sala Principal, Teatro Nacional                                            | Roberto Cavada y Michael Miguel                                                                                     |  |
| 2015    | Sala Principal, Teatro Nacional                                            | Mariasela Álvarez y Cuquín Victoria                                                                                 |  |
| 2016    | Sala Principal, Teatro Nacional                                            | Cheddy García y Irving Alberti                                                                                      |  |
| 2017    | Sala Principal, Teatro Nacional                                            | Pamela Sued y Francisco Vásquez                                                                                     |  |
| 2018    | Sala Principal, Teatro Nacional                                            | Nashla Bogaert y Roberto Ángel Salcedo                                                                              |  |
| 2019    | Sala Principal, Teatro Nacional                                            | Milagros Germán |  |
| 2020    | Evento Cancelado por la Pandemia del COVID-19                              | Evento Cancelado por la Pandemia del COVID-19                                                                       |  |
| 2021    | Auditorio de Festival Teatro La Fiesta, Renaissance Jaragua Hotel & Casino | Clarissa Molina y Caroline Aquino                                                                                   |  |
| 2022    | Evento Cancelado por diferencias con la Cervecería Nacional Dominicana     | Evento Cancelado por diferencias con la Cervecería Nacional Dominicana                                              |  |
| 2023    | Sala Principal, Teatro Nacional                                            | Luz García / Pamela Sued / Julio Sabala                                                                             |  |
| 2024    | Sala Principal, Teatro Nacional                                            | Jochy Santos / Hony Estrella                                                                                        |  |
| 2025    | Sala Principal, Teatro Nacional                                            | Eddy Herrera / Hony Estrella                                                                                        |  |

## Transmisiones Televisivas, Niveles de Audiencia y Ratings

### Transmisiones y Canales de Televisión
Los premios soberano es el evento televisivo más visto de la República Dominicana a nivel de sintonía y audiencia. Para los anunciantes, es el equivalente al Super Bowl pero versión dominicana, donde se estrenan comerciales importantes.Anualmente, la ceremonia es transmitida en los canales más importantes y de mayor alcance de República Dominicana. Del 2005 al 2007, fueron transmitidos por Telecentromientras la ceremonia del 2008, 2010 y 2011 por Telesistema. Del 2012 al 2019 fueron transmitidos por señal abierta en Telemicro, siendo el canal con mayor número de veces consecutivas que ha transmitido el premio. A partir del 2012, marco la primera vez que se transmitió en alta definición HD. Desde el 2016, se comenzó a transmitir de manera oficial a través de las plataformas streaming. En el 2023 volvieron hacer transmitidos por Telecentro mientras que en el 2021 y 2024 por Color Visión.    
A nivel internacional, en el 2007 fue transmitido por Supercanal Caribe, DRTV y NTV mientras del 2008 al 2011 por Television Dominicana para Estados Unidos.Del 2012 al 2019 fueron transmitidos por Telemicro Internacional para Estados Unidos. En el 2024, los premios fueron transmitidos por Univision 41 para Estados Unidos y la plataformia Vix.    

### Niveles de Audiencia y Ratings
Anualmente, la ceremonia de los Premios Soberanos son la transmisión televisiva de mayor rating y más altos niveles de audiencia de República Dominicana. La edición del 2012 conserva el récord como la transmisión televisiva más vista de toda la República Dominicana con un 19.53% de rating y con una audiencia promedio de más de 1.3 millones de dominicanos. La ceremonia del 2013, fue la ceremonia con más alcance de personas por televisión con alrededor de 1,400,000 dominicanos, seguido por la edición del 2015 con 1,373,000 y que registro el segundo índice de audiencia más alto en toda la historia de los premios con 19.31%. De la misma manera la alfombra roja también tiene una cantidad de audiencia importante donde anualmente desfilan figuras nacionales como internacionales. A partir del año 2016, se comenzó a notar una baja de audiencia por TV abierta, por ende a partir de ese año, las ceremonias son transmitidas a través de las plataformas digitales (Youtube, Facebook, Live Stream de Claro) para llegar a una mayor audiencia, además de la que obtiene por la televisión. La ceremonia del 2017 fue la menos vista en los últimos 10 años con solo 12.72% de rating, mientras que la del 2018 fue la de menor alcance en una década por señal de TV abierta. Sin embargo, de la misma manera la transmisión de la ceremonia 2018 fue la de mayor alcance digital totalizando un total 1.5 millones de usuarios en Facebook y Youtube. 
Las ediciones posteriores registraron un ligero aumento en sus ratings del 2018 y 2019 alcanzando un 13.1% y 13.2%, respectivamente. La ceremonia del 2021, fue la de menor audiencia en los últimos 20 años con 10.45% de rating. Entre el 2020 y 2022, la celebración de los premios fueron suspendidos en dos ocasiones. La transmisión del 2023 alcanzó el 10.87% de rating promedio. Hasta el 2023, Los Premios Soberano sigue siendo la transmisión de televisión más vista por los dominicanos.En el 2023, la ceremonia de premiación y la alfombra roja de los Premios Soberano fueron el primer y segundo programa más vistos por los dominicanos del año. 
La entrega del 2024, transmitida por Univisión 41 en los Estados Unidos rompió récords de ratings siendo el programa más sintonizado durante su periodo entre adultos de 18 a 49 años con 632,000 televidentes en la ciudad de Nueva York y el más visto durante todo ese día entre adultos de 18 a 34 años, sobrepasando la audiencia de las ceremonias de People Choice Awards 2024 transmitida por NBC el pasado 18 de febrero de 2024, Country Music Awards 2023 en ABC el 8 de noviembre de 2023, y Premios Billboard de la Música Latina 2023 en Telemundo. De la misma manera, en República Dominicana, alcanzó el 12.23% de rating superando las últimas dos ediciones 2021 y 2023 que obtuvieron 10.45% y 10.87% respectivamente. La página web de Color Visión registro 155,000 visualizaciones mientras que la transmisión por YouTube acumulo 1.7 millones de visitas en las primeras 24 horas.En ese mismo orden, la premiación obtuvo el mayor rating registrado por Color Visión, alcanzando 12.51% de rating en su momento más alto. Igual que año anterior, La Ceremonia y La Alfombra Roja de los Premios Soberano 2024 fueron los programas mas vistos de Republica Domincana del 2024.
La ceremonia 2025 registró el rating más bajo en la historia del premio transmitido por TV abierta, alcanzando un 8.89% de rating, con una cuota inicial de 23.8% que finalizó en 27.40% y una audiencia promedio de 358,669 espectadores. La alfombra roja, por su parte, marcó un 4.25%, la cifra más baja registrada. Sin embargo, la ceremonia logró niveles récord en YouTube, con 232,000 usuarios simultáneos y 1.3 millones de visitas, mientras que la página web de Color Vision registró 51,000 usuarios. Además, el alcance combinado (TV abierta, página web y YouTube) se duplicó, incrementándose en un 80% hasta alcanzar 750,988 personas, en comparación con 417,110 el año anterior. A pesar de los bajos niveles de rating en TV abierta en comparación con ediciones anteriores, Color Vision se consolidó como el canal más sintonizado del día, destacándose la ceremonia de los Premios Soberano y la alfombra roja como los programas más vistos. Asimismo, el noticiario SIN del mismo canal alcanzó un 2.87% de rating, superando a otros canales: Antena Latina (1.84%), Telesistema (1.72%), Telecentro (1.17%) y Telemicro (0.87%).
Los Premios Soberano 2025 se mantuvieron como la ceremonia de premios más vista en la República Dominicana, superando la sintonía de otros galardones internacionales de ese año, como los Premios Lo Nuestro (3.58%), los Premios Oscar (0.77%) y el Festival de Viña del Mar (0.22%). Por segundo año consecutivo, fue el programa más sintonizado superando todas las estaciones de transmisión en inglés por Univisión 41, según nielsen.

### Índice De Audiencia De La Ceremonia Desde El 2004
| Edición | Transmitido por                                                         | Ratings (%)                                                             | Cuota de audiencia                                                      | Alcance                                                                 |
| ------- | ----------------------------------------------------------------------- | ----------------------------------------------------------------------- | ----------------------------------------------------------------------- | ----------------------------------------------------------------------- |
| 2004    | Telemicro                                                               | 13.26                                                                   | 36.36%                                                                  | 1,164,560                                                               |
| 2004    | Digital 15                                                              | 7.73                                                                    | 21.20%                                                                  | 1,164,560                                                               |
| 2005    | Telecentro                                                              | 18.22                                                                   | 49.38%                                                                  | 1,002,393                                                               |
| 2006    | Telecentro                                                              | 16.31                                                                   | 52.88%                                                                  | 886,764                                                                 |
| 2007    | Telecentro                                                              | 13.49                                                                   | 47.28%                                                                  | 974,230                                                                 |
| 2008    | Telesistema                                                             | 12.92                                                                   | 43.33%                                                                  | 1,051,471                                                               |
| 2008    | Teleantillas                                                            | 6.18                                                                    | 20.69%                                                                  | 1,051,471                                                               |
| 2009    | Telemicro                                                               | 15.18                                                                   | 55.21%                                                                  | 969,817                                                                 |
| 2010    | Teleantillas                                                            | 1.35                                                                    | 4.96%                                                                   | 958,284                                                                 |
| 2010    | Telesistema                                                             | 13.93                                                                   | 51.34%                                                                  | 958,284                                                                 |
| 2011    | Teleantillas                                                            | 18.77                                                                   | 59.96%                                                                  | 1,119,379                                                               |
| 2011    | Telesistema                                                             | 18.77                                                                   | 59.96%                                                                  | 1,119,379                                                               |
| 2011    | Coral                                                                   | 18.77                                                                   | 59.96%                                                                  | 1,119,379                                                               |
| 2012    | Telemicro                                                               | 19.53                                                                   | 64.06%                                                                  | 1,336,706                                                               |
| 2013    | Telemicro                                                               | 17.85                                                                   | 62.07%                                                                  | 1,380,624                                                               |
| 2014    | Telemicro                                                               | 16.86                                                                   | 61.09%                                                                  | 1,167,596                                                               |
| 2015    | Telemicro                                                               | 19.31                                                                   | 60.23%                                                                  | 1,373,642                                                               |
| 2016    | Telemicro                                                               | 14.72                                                                   | 62.61%                                                                  | 1,028,848                                                               |
| 2017    | Telemicro                                                               | 12.78                                                                   | 51.16%                                                                  | 907,156                                                                 |
| 2018    | Telemicro                                                               | 13.12                                                                   | 54.80%                                                                  | 888,444                                                                 |
| 2019    | Telemicro                                                               | 13.20                                                                   | 58%                                                                     | 941,765                                                                 |
| 2020    | Evento Cancelado por la Pandemia del COVID-19                           | Evento Cancelado por la Pandemia del COVID-19                           | Evento Cancelado por la Pandemia del COVID-19                           | Evento Cancelado por la Pandemia del COVID-19                           |
| 2021    | Color Visión                                                            | 10.45                                                                   | 25.90%                                                                  |                                                                         |
| 2022    | Evento Cancelado por Diferencias con La Cereveceria Nacional Dominicana | Evento Cancelado por Diferencias con La Cereveceria Nacional Dominicana | Evento Cancelado por Diferencias con La Cereveceria Nacional Dominicana | Evento Cancelado por Diferencias con La Cereveceria Nacional Dominicana |
| 2023    | Telecentro                                                              | 10.87                                                                   | 30%                                                                     | 707,693                                                                 |
| 2024    | Color Visión                                                            | 12.23                                                                   | 34.54%                                                                  | 642,500                                                                 |
| 2025    | Color Visión                                                            | 8.89                                                                    | 25.40%                                                                  | 750,988                                                                 |

A partir del año 2015, se comenzó a notar una baja de audiencia por TV abierta, por ende a partir de ese año, las ceremonias son transmitidas a través de las plataformas digitales (Youtube, Facebook, Live Stream de Claro) para llegar a una mayor audiencia, además de la que obtiene por la televisión.

#### 2015
| Índice de audiencia (%) | Porcentaje de audiencia (%) | Alcance (TV) | Live Stream Claro | Total     |
| ----------------------- | --------------------------- | ------------ | ----------------- | --------- |
| 19.31                   | 60.23%                      | 1,373,642    | 280,889           | 1,654,531 |

#### 2016
| Índice de audiencia (%) | Cuota de pantalla (%) | Alcance (TV) | Live Stream Claro | Total     |
| ----------------------- | --------------------- | ------------ | ----------------- | --------- |
| 14.72                   | 62.61%                | 1,028,848    | 234,109           | 1,262,957 |

#### 2017[63]
| Índice de audiencia (%) | Cuota de audiencia (%) | Alcance (TV) | Live Stream Claro | Total     |
| ----------------------- | ---------------------- | ------------ | ----------------- | --------- |
| 12.78                   | 51.16%                 | 907,156      | 285,613           | 1,192,769 |

#### 2018[72]
| Índice de audiencia (%) | Porcentaje de audiencia (%) | Alcance (TV) | Live Stream Facebook | Live Streaming Youtube | Total     |
| ----------------------- | --------------------------- | ------------ | -------------------- | ---------------------- | --------- |
| 13.12                   | 54.54%                      | 888,444      | 774,000              | 389,129                | 2,051,573 |

#### 2019[65]
| Índice de audiencia (%) | Cuota de audiencia (%) | Alcance (TV) | Live Streaming Youtube | Total   |
| ----------------------- | ---------------------- | ------------ | ---------------------- | ------- |
| 13.20                   | 58%                    | 941,765      | 7,400                  | 949,169 |

#### 2024
| Índice de audiencia (%) | Cuota de audiencia (%) | Alcance (TV-Color Visión) | Alcance (TV-Univison 41) | Total     |
| ----------------------- | ---------------------- | ------------------------- | ------------------------ | --------- |
| 12.23                   | 34.54%                 | 417,110                   | 632,000                  | 1,049,170 |

#### 2025
| Índice de audiencia (%) | Cuota de Audiencia (%) | Alcance (TV-Color Visión) | Página Web (Color Visión) | Transmision en Youtube | Total   |
| ----------------------- | ---------------------- | ------------------------- | ------------------------- | ---------------------- | ------- |
| 8.89                    | 25.40%                 | 467,000                   | 51,000                    | 232,000                | 750,988 |

### Ratings Alfombra Roja
De la misma manera la alfombra roja también tiene una cantidad de audiencia importante donde anualmente desfilan figuras nacionales como internacionales. Durante el 2006 y 2008, se conocía como Alfombra doradahasta el 2009, cuando volvió a ser cambiada a roja por la edición 25 de los premios.
| Edición | Transmitido por                                                         | Ratings (%)                                                             | Cuota de pantalla                                                       | Alcance                                                                 |
| ------- | ----------------------------------------------------------------------- | ----------------------------------------------------------------------- | ----------------------------------------------------------------------- | ----------------------------------------------------------------------- |
| 2004    | Telemicro                                                               | 7.55                                                                    | 29.59%                                                                  | 808,615                                                                 |
| 2004    | Digital 15                                                              | 3.78                                                                    | 15.04%                                                                  | 808,615                                                                 |
| 2005    | Telecentro                                                              | 7.01                                                                    | 25.38%                                                                  | 882,664                                                                 |
| 2006    | Telecentro                                                              | 9.20                                                                    | 34.79%                                                                  | 908,783                                                                 |
| 2007    | Telecentro                                                              | 5.12                                                                    | 27.41%                                                                  | 741,019                                                                 |
| 2008    | Telesistema                                                             | 6.56                                                                    | 30.36%                                                                  | 762,573                                                                 |
| 2008    | Teleantillas                                                            | 3.84                                                                    | 17.78%                                                                  | 762,573                                                                 |
| 2009    | Telemicro                                                               | 8.50                                                                    | 42.61%                                                                  | 710,265                                                                 |
| 2010    | Telesistema                                                             | 8.82                                                                    | 38.82%                                                                  | 802,578                                                                 |
| 2011    | Telesistema                                                             | 12.01                                                                   | 45.61%                                                                  | 928,679                                                                 |
| 2012    | Telemicro                                                               | 11.33                                                                   | 48.14%                                                                  | 883,059                                                                 |
| 2013    | Telemicro                                                               | 11.69                                                                   | 44.67%                                                                  | 982,227                                                                 |
| 2014    | Telemicro                                                               | 7.89                                                                    | 30.15%                                                                  | 663,003                                                                 |
| 2015    | Telemicro                                                               | 11.78                                                                   | 45.02%                                                                  | 989,863                                                                 |
| 2016    | Telemicro                                                               | 8.31                                                                    | 31.74%                                                                  | 697,854                                                                 |
| 2017    | Telemicro                                                               | 8.48                                                                    | 32.41%                                                                  | 712,508                                                                 |
| 2018    | Telemicro                                                               | 5.90                                                                    | 31.50%                                                                  | 494,932                                                                 |
| 2019    | Telemicro                                                               | 7.80                                                                    | 39.00%                                                                  | 616,127                                                                 |
| 2020    | Evento Cancelado por el Covid-19                                        | Evento Cancelado por el Covid-19                                        | Evento Cancelado por el Covid-19                                        | Evento Cancelado por el Covid-19                                        |
| 2021    | Color Visión                                                            | 5.85                                                                    | 16.70%                                                                  |                                                                         |
| 2022    | Evento Cancelado por Diferencias con La Cereveceria Nacional Dominicana | Evento Cancelado por Diferencias con La Cereveceria Nacional Dominicana | Evento Cancelado por Diferencias con La Cereveceria Nacional Dominicana | Evento Cancelado por Diferencias con La Cereveceria Nacional Dominicana |
| 2023    | Telecentro                                                              | 6.36                                                                    |                                                                         |                                                                         |
| 2024    | Color Visión                                                            | 10                                                                      |                                                                         | 300,000                                                                 |
| 2025    | Color Visión                                                            | 4.25                                                                    | 23.80%                                                                  | 171,942                                                                 |

## Categorías
El número de categorías en los Premios Soberano, puede variar por año. Cada una con un máximo de cinco nominaciones. En la primera edición de los premios en 1985, soló existían 12 categorías. 
Las premiaciones se dividen en cuatro renglones: Clásico, Cine, Comunicación y Popular. Las categorías son las siguientes:

### Renglón Clásico
- Actor de Teatro
- Actriz de Teatro
- Artista Clásico Destacado en el Extranjero
- Bailarín (a) Clásico (a)
- Cantante Lírico
- Coreógrafo (a)
- Dirección Teatral
- Musical del Año
- Obra de Teatro
- Producción Escénica

### Renglón de Cine
- Actor de Cine
- Actriz de Cine
- Director (a) de Cine
- Drama del Año
- Videoclip del Año
- Comedia del Año
- Actor Y/O Actriz En El Extranjero

### Renglón Comunicación
- Animador o Animadora de Televisión
- Comunicador Destacado en el Extranjero
- Locutor (a) del Año
- Programa Diario de Entretenimiento
- Programa de Humor
- Programa Infantil
- Programa de Investigación
- Programa Regional de Entretenimiento
- Programa Semanal de Entretenimiento
- Programa de temporada
- Revista Semanal de Variedades
- Comediante Del Año
- Presentador O Presentadora de Televisión
- Programa Temático De Entretenimiento
- Youtuber Del Año
- Programa Digital Del Año
- Programa Radial De Variedades
- Podcast Del Año
- Stand Up Comedy

### Renglón Popular
- Merenguero Del Año
- Álbum del Año
- Artista y/o Agrupación Popular Destacada en el Extranjero
- Artista y/o Agrupación Urbana
- Artista Fusión Contemporáneo
- Bachata del Año
- Bachatero del Año
- Cantante Solista
- Colaboración del Año
- Compositor y/o Autor del Año
- Concierto del Año
- Conjunto Típico
- Espectáculo de Humor
- Espectáculo del Año
- Merengue del Año
- Música Religiosa Contemporánea
- Orquestador y/o Arreglista
- Revelación del Año
- Salsero del Año
- Artista Y/O Agrupación Residente En El Extranjero
- Canción Del Año

## Premios Especiales
En adición a las categorías convencionales, se entregan además cuatro premios especiales, denominados Homenajes:
- Soberano al Mérito : Entregado al artista cuya obra y trayectoria merezca ser reconocida. También al artista, que ha desarrollado una carrera trascendente.
- Soberano Especial: Entregado al artista cuya obra y trayectoria merezca ser reconocida. También al artista, que ha desarrollado una carrera trascendente.
- Soberano a las Artes Escénicas: Reconoce a los actores, actrices, dramaturgos y directores, que han tenido una carrera trascendente en el teatro.
- Soberano Solidario: Reconoce el trabajo, realizado por destacadas personalidades a favor de las causas sociales, para conseguir un mundo, en el que todos los seres humanos, tengan igualdad de oportunidades.
- Soberano Internacional: Entregado a los artistas extranjeros, que se hayan consagrado en la República Dominicana.
- Soberano del Público: Premio elegido por votación del público, mediante la página web de los premios.
- El Gran Soberano: Es el máximo galardón de la premiación y se le otorga al artista por su trayectoria o trascendencia de sus obras, a lo largo de su carrera o durante el año.

### Ganadores de El Gran Soberano
El Gran Soberano, se entrega al final de la ceremonia y es considerado la mayor distinción de la premiación y del país en el ámbito artístico dominicano. Hasta la fecha, se han entregado: 31 galardones, habiendo dos empates (en 1992 y 1996).
| Ganador                        | Año  |
| ------------------------------ | ---- |
| Luis Rivera                    | 1985 |
| Freddy Beras-Goico             | 1986 |
| Maridalia Hernández            | 1987 |
| Jorge Taveras                  | 1988 |
| Agliberto Meléndez             | 1989 |
| Michel Camilo                  | 1990 |
| Juan Luis Guerra               | 1991 |
| Juan Luis Guerra Ramón Orlando | 1992 |
| Pochy Familia                  | 1993 |
| Guillermo Cordero              | 1994 |
| Julio Sabala                   | 1995 |
| Ángel Muñiz Luisito Martí      | 1996 |
| José Antonio Molina            | 1997 |
| Milly Quezada                  | 1998 |
| Nuria Piera                    | 1999 |
| Sonia Silvestre                | 2000 |
| Johnny Ventura                 | 2001 |
| Wilfrido Vargas                | 2002 |
| Fernando Villalona             | 2003 |
| Joseíto Mateo                  | 2004 |
| Carlos Piantini                | 2005 |
| Rafael Solano                  | 2006 |
| Charytín Goico                 | 2007 |
| Juan Luis Guerra               | 2008 |
| Johnny Pacheco                 | 2009 |
| Aventura                       | 2010 |
| Rafael Corporán de los Santos  | 2011 |
| Los Hermanos Rosario           | 2012 |
| Héctor Acosta                  | 2013 |
| Cuquín Victoria                | 2014 |
| Iván García                    | 2015 |
| Fefita La Grande               | 2016 |
| Cuco Valoy                     | 2017 |
| Sergio Vargas                  | 2018 |
| Antony Santos                  | 2019 |
| Niní Cáffaro                   | 2020 |
| Romeo Santos                   | 2021 |
| Luis Segura                    | 2022 |
| Alicia Ortega                  | 2023 |
| Ángela Carrasco                | 2024 |
| Zoe Saldaña                    | 2025 |

### Soberano Internacional
Desde 1995, se entregan estatuillas a los artistas extranjeros que se hayan destacado en la República Dominicana, y lo han recibido:
| Año  | Ganador                       |
| ---- | ----------------------------- |
| 1995 | Juan Gabriel                  |
| 1995 | Don Francisco                 |
| 1995 | Cristina Saralegui            |
| 1995 | Betty Pino                    |
| 1996 | Celia Cruz                    |
| 1996 | Tito Puente                   |
| 1996 | Jose Jose                     |
| 1997 | Gloria Estefan                |
| 1997 | Libertad Lamarque             |
| 1998 | Shakira                       |
| 1998 | Marc Anthony                  |
| 1999 | Elvis Crespo                  |
| 1999 | José Luis Rodríguez (El Puma) |
| 1999 | Emilio Estefan                |
| 2000 | Alejandra Guzman              |
| 2000 | Servando y Florentino         |
| 2000 | Víctor Manuel                 |
| 2000 | Carlos Ponce                  |
| 2000 | Yolandita Monje               |
| 2000 | Charlie Zaa                   |
| 2001 | Sofía Vergara                 |
| 2001 | Carlos Vives                  |
| 2002 | Verónica Castro               |
| 2002 | Ana Barbara                   |
| 2002 | Marco Antonio Muñiz           |
| 2003 | José Feliciano                |
| 2003 | Eddie Santiago                |
| 2003 | Willie Colon                  |
| 2004 | Florinda Mesa                 |
| 2004 | Roberto Gomez Bolaños         |
| 2004 | Olga Guillot                  |
| 2005 | Lucía Méndez                  |
| 2005 | Lupita Ferrer                 |
| 2005 | Oscar D'León                  |
| 2006 | Chayanne                      |
| 2006 | Cesar Evora                   |
| 2007 | Diego Torres                  |
| 2007 | Paulina Rubio                 |
| 2007 | Luis Fonsi                    |
| 2008 | Ednita Nazario                |
| 2008 | Israel "Cachao" López         |
| 2008 | Juanes                        |
| 2009 | Daddy Yankee                  |
| 2009 | David Bisbal                  |
| 2009 | Paloma San Basilio            |
| 2009 | Cristian Castro               |
| 2010 | Wyclef Jean                   |
| 2010 | Jon Secada                    |
| 2010 | Sergio George                 |
| 2011 | Jencarlos Canela              |
| 2011 | Pitbull                       |
| 2011 | William Levy                  |
| 2011 | Silvio Rodriguez              |
| 2011 | Rosario Flores                |
| 2012 | Natalia Jimenez               |
| 2012 | Mana                          |
| 2012 | Gloria Trevi                  |
| 2012 | Fabian Rios                   |
| 2013 | Don Omar                      |
| 2013 | Jesse & Joy                   |
| 2013 | Ricardo Montaner              |
| 2016 | J Balvin                      |
| 2016 | Gente de Zona                 |
| 2017 | Wisin                         |
| 2018 | Yuri                          |
| 2018 | Ozuna                         |
| 2019 | Bad Bunny                     |
| 2019 | Kanny Garcia                  |
| 2021 | Yandel                        |
| 2023 | Arcangel                      |
| 2023 | Tito Nieves                   |
| 2024 | Camila                        |
| 2024 | Emmanuel                      |
| 2025 | Alejandro Fernández           |
| 2025 | Myriam Hernández              |